# Trzy Kopce (Pogórze Gubałowskie)
Der Trzy Kopce ist ein Berg in den polnischen Pogórze Gubałowskie, einem Gebirgszug der Pogórze Spisko-Gubałowskie, mit 1022 Metern Höhe über Normalnull.

## Lage und Umgebung
Der Trzy Kopce liegt im Hauptkamm der Gubałówka.

## Tourismus
Der Gipfel ist von allen umliegenden Ortschaften leicht erreichbar. Er liegt auf dem Gebiet des Ortes Dzianisz. Er liegt außerhalb des Tatra-Nationalparks.

### Wanderwege
- ▬ ein rot markierter Wander- und Fahrradweg von Gubałówka über Pałkówka, Słodyczki und Gruszków Wierch auf den Gipfel und weiter auf den Tominów Wierch, Ostrysz und nach Chochołów